# مقاطعة ماركويت (ميشيغان)
مقاطعة ماركويت (بالإنجليزية: Marquette County, Michigan)‏ هي إحدى مقاطعات ولاية ميشيغان في الولايات المتحدة. ، بلغ عدد سكانها 67077 نسمة في عام 2010 حسب إحصاء مكتب تعداد الولايات المتحدة وتصل الكثافة السكانية فيها 14 نسمة/كم2.

## وصلات خارجية
- www.co.marquette.mi.us
- United States Counties